# 張西銘 (成化進士)
張西銘（1444年—？），字希載，雲南臨安府寧州人，民籍，明朝政治人物，進士出身。

## 生平
早年出身州學生，後進雲南鄉試第三名。成化十一年（1475年）乙未科會試第一百二十三名，殿試登進士第三甲第一百三十五名。

## 家族
曾祖張益。祖父張寶，贈監察御史。父張海，曾任按察使。